# Tri Zdravo Marije
Tri Zdravo Marije ili Pobožnost Triju Zdravo Marija je katolička pobožnost molitve triju Zdravo Marija za dobivanje i uzdržavanje  kreposti (čistoće i inih). 
Prema predaji, benediktinka sv. Matilda iz Hockeborna, u 13. stoljeću razmišljala je tjeskobno o času smrti. Tada je žarko zamolila Djevicu Mariju, da joj milostivo pomogne u smrtnom času. U objavi joj je Djevica Marija preporučila ovu pobožnost.
Ovu molitvu preporučivali su sv. Antun Padovanski, sv. Alfons Liguori, sv. Ivan Bosco i sv. Leonard iz Porto Mauricea. Kapucin o. Ivan Krstitelj de Blois posebno se istaknuo u širenju ove molitve. Papa Lav XIII. i Benedikt XV. podržali su ovu pobožnost.

## Temelj pobožnosti
Slijede riječi Blažene Djevice Marije upućene sv. Matildi i milosti koje obećava širiteljima pobožnosti:
| „ | Da, učiniti ću ono što si me zamolila, ali tražim od tebe da svakodnevno moliš Tri Zdravo Marije. Prvu Zdravo Mariju moli da zahvališ Vječnom Ocu što me odlikovao svojom divnom svemogućnošću na Nebu i na zemlji. Drugu Zdravo Mariju moli na čast moga Sina zato što Mi je dao toliki dar znanja i mudrosti da nadilazim sve Anđele i Svece te me je obdario takvim svjetlom da kao sunce prosvjetljujem cijelo Nebo i zemlju… Treću Zdravo Mariju moli na čast Duha Svetoga zato što je u mom Srcu zapalio goruću ljubav te Me učinio dobrom i milosrdnom tako da sam Ja, poslije Boga najljupkija i milosrdnija. Evo dakle, u čemu se sastoji posebno obećanje koje je Majka Božja obećala molitvi Triju Zdravo Marija: Na času smrti (1) Ja ću biti prisutna tješit ću te i udaljiti ću od tebe svaku đavolsku moć i silu (2) Uliti ću u tebe svijetlo vjere i spoznaje da u trenutku smrt tvoja vjera ne bude kušana zbog zablude ili neznanja (3) Na smrtnom času preplaviti ću tvoju dušu slašću Božje ljubavi tako da pretvori tvoje smrtne strahove i gorčine u blaženstvo. | ” |
|   | |   |

## Molitva
Moli se ujutro i navečer:
"Majko, Majko moja čuvaj me da ne upadnem u smrtni grijeh!

Po Vlasti koju ti je podijelio Vječni Otac

Zdravo Marijo...

Po Mudrosti koju ti je podijelio Sin.

Zdravo Marijo...

Po Ljubavi kojom te nadario Duh Sveti.

Zdravo Marijo..."
Na kraju se može dodati molitva Slava Ocu.

## Vanjske poveznice
- Molitva na stranicama Vojske Bezgrešne  Arhivirana inačica izvorne stranice od 18. travnja 2010. (Wayback Machine) Krunica Djevici od čudotvorne medaljice